# 聖那塔達瑪大學
聖那塔達瑪大學（Universitas Sanata Dharma），簡稱USD或Sadhar，是印度尼西亚一所耶穌會創立的私立大學、天主教大學。校園位於爪哇島日惹特区的城市日惹。

## 概要
校名「聖那塔達瑪」意指「真正的奉獻」、「真正的服務」，為國家、教會發揚此一精神。
USD現有8個本科學院、25個學系、3個研究生課程、

### 耶穌會東亞5大學「全球領導力」課程
2008年開始，東亞4所耶穌會頂尖大學－日本上智大學、韓國西江大學、菲律賓馬尼拉雅典耀大學、台灣輔仁大學聯合開辦「全球領導力課程」（Global Leadership Program for 4 Jesuit Universities in East Asia），課程目標透過小組討論，培養現代社會的未來全球領導人。
2012年，印尼聖那塔達瑪大學加入，課程改稱「東亞5大學」。2013年，美國馬凱特大學受邀參觀。
| 年份   | 開課地點     | 東道主           | 備註                           |
| ------ | ------------ | ---------------- | ------------------------------ |
| 2008年 | 日本東京     | 上智大學         | 第1屆。                        |
| 2009年 | 首爾         | 西江大學         | 第2屆。                        |
| 2010年 | 菲律賓馬尼拉 | 馬尼拉雅典耀大學 | 第3屆。                        |
| 2011年 | 臺灣新北     | 輔仁大學         | 第4屆。                        |
| 2012年 | 日本東京     | 上智大學         | 第5屆。開始改稱「東亞5大學」。 |
| 2013年 | 首爾         | 西江大學         | 第6屆。                        |
| 2014年 | 菲律賓馬尼拉 | 馬尼拉雅典耀大學 | 第7屆。                        |

## 註腳
1. ↑  Global Leadership Program 的存檔，存档日期2013-12-26.
2. ↑  .   [2013-09-07]. （原始内容存档于2013-10-18）.
3. ↑   (PDF).   [2013-09-07]. （原始内容 (PDF)存档于2013-12-27）.